# 卡尔·罗宾森
卡尔·罗宾森（英語：Carl Robinson，1976年10月13日—），生于蘭德林多德威爾斯，威爾斯职业足球运动员，现效力于美國職業足球大聯盟球会多倫多FC，此前他在英格蘭次等球會打滾。

## 外部連結
- 足球数据库：卡尔·罗宾森的球员统计数据